# Ras Afraou
Ras Afraou är en udde i Marocko.   Den ligger i regionen Oriental, i den nordöstra delen av landet, 300 km öster om huvudstaden Rabat.
Terrängen inåt land är huvudsakligen kuperad, men västerut är den platt. Havet är nära Ras Afraou norrut. Runt Ras Afraou är det ganska tätbefolkat, med 120 invånare per kvadratkilometer. Närmaste större samhälle är Tifarouine, 19,0 km öster om Ras Afraou. Omgivningarna runt Ras Afraou är i huvudsak ett öppet busklandskap.